# Maja Lasić

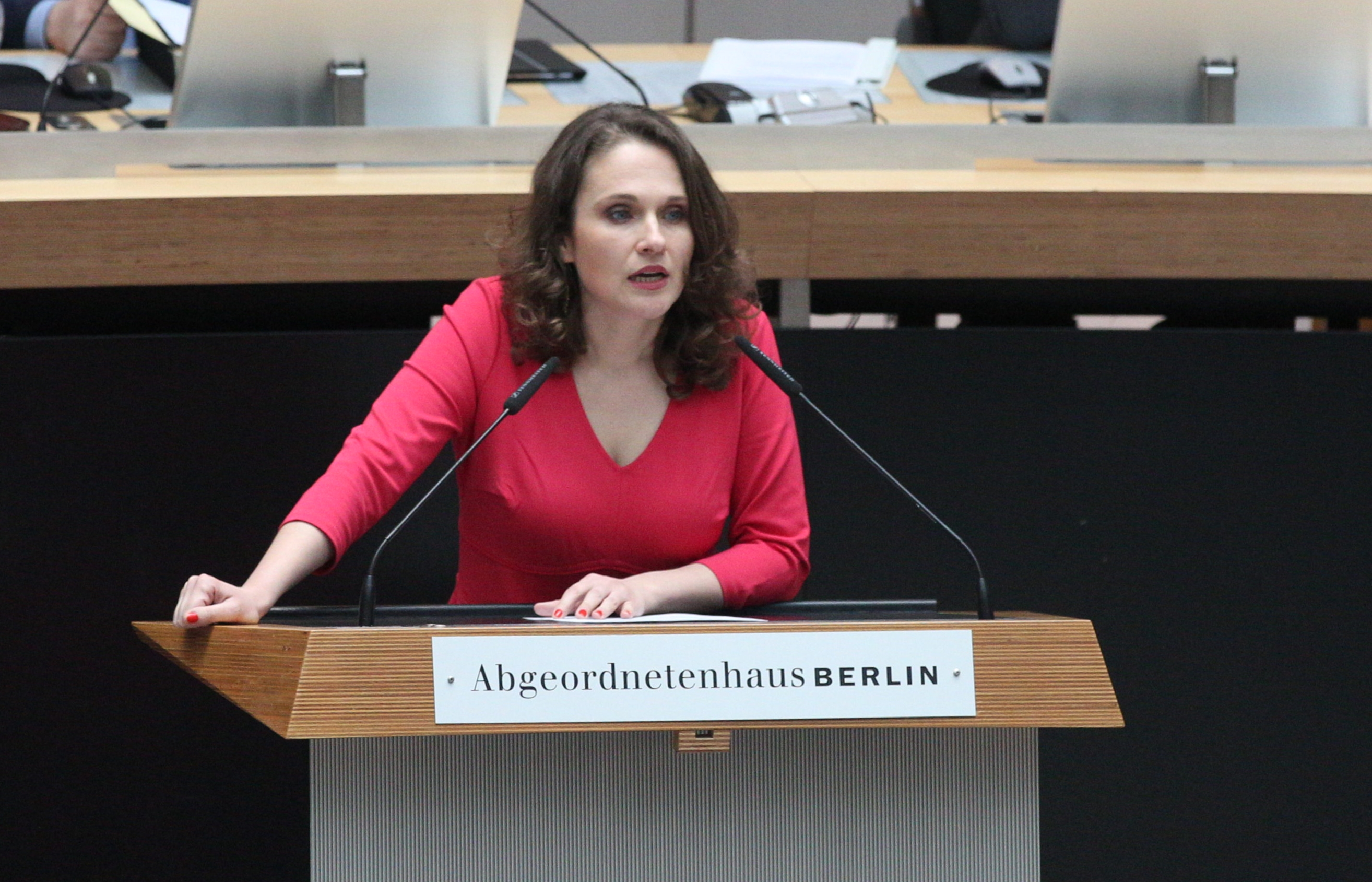
Maja Lasić (2017)

Maja Lasić (* 19. Mai 1979 in Mostar, Sozialistische Föderative Republik Jugoslawien) ist eine deutsche Politikerin (SPD). Sie ist seit 2023 erneut Mitglied des Abgeordnetenhauses von Berlin, dem sie bereits von 2016 bis 2021 angehörte. Seit Oktober 2022 ist sie Bezirksstadträtin für Schule, Sport, Weiterbildung und Kultur des Berliner Bezirks Mitte.

## Biografie
Maja Lasić kam 1993 als Flüchtling während des Bosnienkriegs nach Deutschland. Hier besuchte sie weiter die Schule und studierte nach dem Abitur in Bielefeld von 1998 bis 2003 Biologie und Chemie an der Westfälischen Wilhelms-Universität mit Diplomabschluss in Biologie. Sie wurde 2008 an der Universität Stuttgart mit einer Arbeit zu einem biochemischen Thema promoviert und war dann zwei Jahre bei einem Pharmaunternehmen tätig. Anschließend engagierte sie sich bei Teach First Deutschland. Von 2012 bis 2016 war sie Mitarbeiterin des Abgeordneten Josip Juratovic.

## Partei und Politik
Lasić wurde bei der Wahl zum Abgeordnetenhaus von Berlin 2016 im Wahlkreis Mitte 7 direkt in das Abgeordnetenhaus gewählt. Sie war dort bildungspolitische Sprecherin der SPD-Fraktion. Nachdem sie ihr Direktmandat bei den Wahlen zum Abgeordnetenhaus im September 2021 an die Grüne Laura Neugebauer verlor und auch nicht über einen sicheren Listenplatz verfügte, schied sie im September 2021 aus dem Abgeordnetenhaus aus. Im Oktober 2022 wurde sie zur Bezirksstadträtin für Schule, Sport, Weiterbildung und Kultur des Berliner Bezirks Mitte gewählt. Bei der Wiederholungswahl 2023 wurde sie erneut ins Abgeordnetenhaus von Berlin gewählt.
Seit Oktober 2022 ist sie Gründungsvorstand des Arbeitskreises Säkularität und Humanismus in der SPD.

## Weiterer Berufsweg
Nach ihrem Ausscheiden aus dem Abgeordnetenhaus begann sie als Quereinsteigerin die Ausbildung zum Lehramt in einer sogenannten Brennpunktschule in Berlin-Wedding.